# Huo Yuanjia

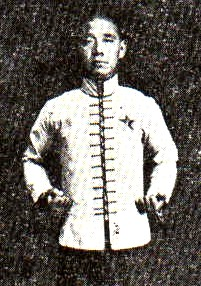
Huo Yuanjia

Huo Yuanjia (chinesisch 霍元甲, Pinyin Huò Yuánjiǎ, Jyutping Fok3 Jyun4gaap3, kantonesisch Fok Yuen-gap; * 18. Januar 1868 in Xiaonanhe, im Kreis Jinghai bei Tianjin; † 9. August 1910 in Shanghai, Kaiserreich China) war ein chinesischer Kampfkünstler.

## Leben
Er war  Mitbegründer der Jing Wu Sports Federation (精武門,  Jīngwǔ Mén), einer Kampfkunstschule in Shanghai, und war Meister im Mízōngyì, einer Kampfkunstart. Während der Zeit, als der westliche Einfluss in China stieg, behauptete er sich in spektakulären Kämpfen gegen mehrere ausländische Kämpfer und blieb unbesiegt. Wegen seines heroischen Status sind Legenden und Mythen über Ereignisse in seinem Leben nur schwer von den wahren Tatsachen zu unterscheiden.
Der Kinofilm Fist of Fury mit Bruce Lee sowie die Neuverfilmung Fist of Legend mit Jet Li bauen beide auf Huos Leben auf und erzählen die Geschichte eines fiktiven Schülers von ihm. Bei dem Film Fearless (ebenfalls mit Jet Li) steht Huo selbst im Mittelpunkt.